# 三芳菊酒造

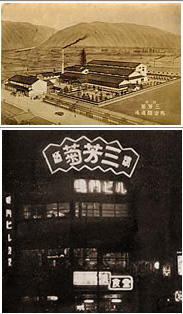
明治大正期の三芳菊酒造（上）と1957年の徳島駅前広場の「三芳菊」ネオンサイン（下）

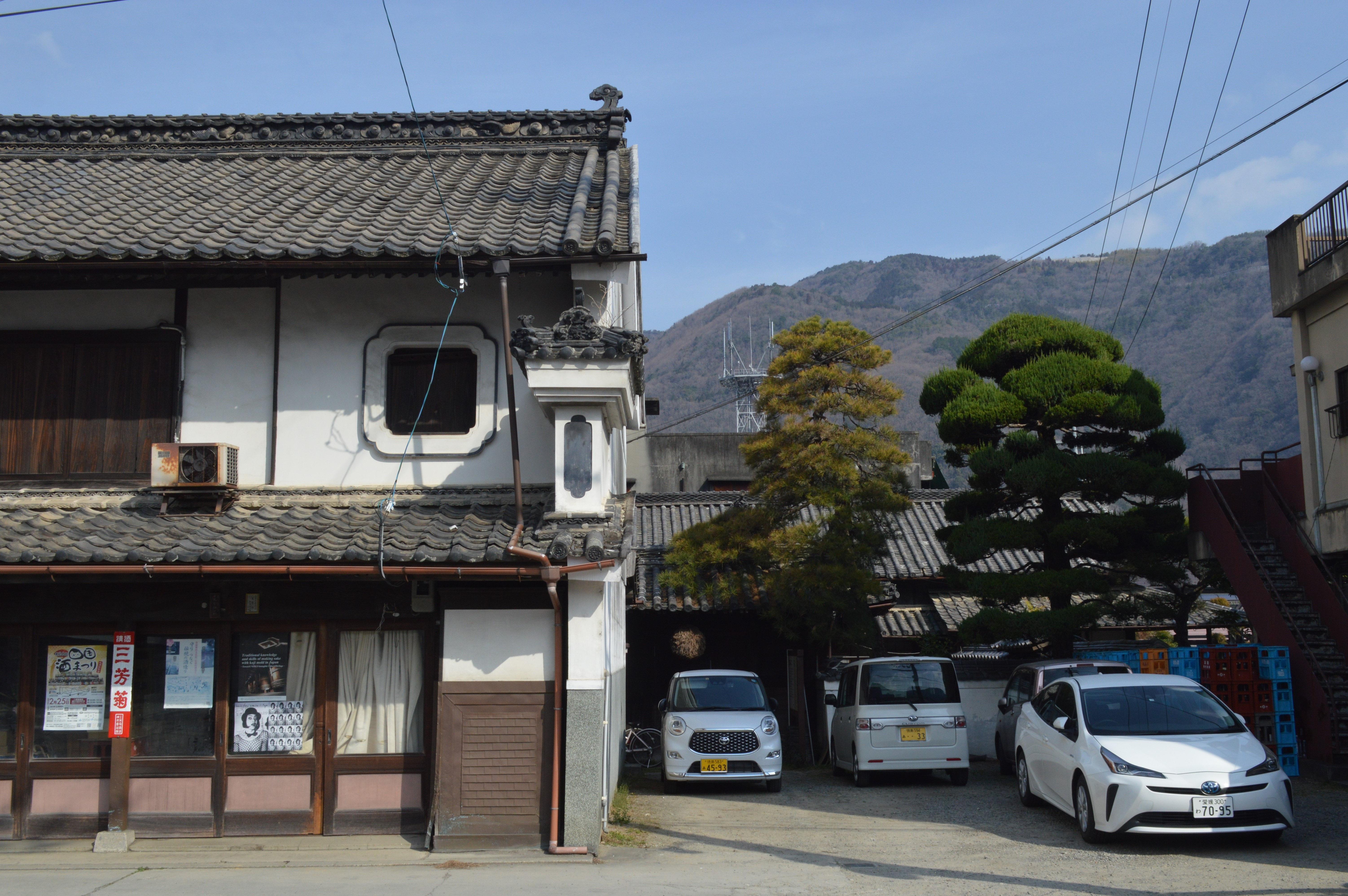
三芳菊酒造の店舗

三芳菊酒造株式会社（みよしきくしゅぞう）は、徳島県三好市池田町サラダにある日本酒メーカー。
1903年（明治36年）に創業した。三芳菊酒造のある池田町は日本三大河川のひとつ吉野川の上流で、北は阿讃の山並・南は剣山山系の連峰にいだかれた、酒造りに最適の寒冷な土地である。

## 沿革
- 江戸時代初期 - 創業の馬宮家はもともと赤穂出身の武士で江戸時代初期に、蜂須賀小六と共に阿波に入国し、馬宮家は徳島県西部の池田へ配置された。その時の名残が現在も残る武家門と武家屋敷である。
- 1903年（明治36年） - 酒造事業を始める。
- 2007年（平成19年） - 日本酒愛好家団体が全国各地の約百銘柄を飲み比べる「純米酒バトル」で、三芳菊酒造の「阿波山田錦特別純米生原酒垂れ口」が2007年の最優秀純米酒に選ばれた。[1]
- 2008年（平成20年） - 徳島県立三好高等学校（三好市池田町）の生徒達の独自ブランド新酒「大地の夢」開発に協力。[2]

## 会社概要
- 社名 - 三芳菊酒造株式会社
- 創業 - 明治36年（1903年）
- 本社所在地 - 〒778-0003 徳島県三好市池田町字サラダ1661

## 名前の由来
三芳菊の名前は、「其香芳しく其の色淡く其の味美しきを以て三芳菊と名付ける」とある。

## 主な製品
- 純米大吟醸
- 大吟醸 『座花酔月』
- 阿波山田錦純米大吟醸
- 三芳菊酒造本醸造
- 特別純米酒 麗

## 建物
- 武家屋敷は江戸時代後期に建て直されたものだが、武家門は建てられてからおよそ300年になるという。

## 酒蔵見学
- 蔵元見学会を四季を通じ自社のホームページで受け付けている。[3]
- 四国酒まつり(阿波池田商工会議所主催)では三好市全体の酒造蔵のイベントとして三芳菊も参加している。[4]

## 交通
- JR徳島線阿波池田駅より徒歩約10分。
- 徳島自動車道「井川池田インターチェンジ」より車で約8分。